# Двадцать одно требование

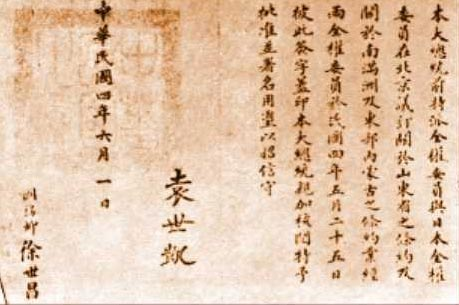
«21 требование»

Двадцать одно требование (яп. 対華21ヶ条要求 Taika Nijūikkajō Yōkyū; кит. трад. 二十一條, упр. 二十一条, пиньинь Èrshíyī tiáo) — набор требований, выдвинутых премьер-министром Японской империи Окумой Сигэнобу, 18 января 1915 года, правительству Китайской республики, возглавляемуму Юань Шикаем, с целью установления над ним политического, финансового и отчасти административного и военного контроля. 
Принятие Китайской республикой этих требований превратило бы Китай в зависимое от имперской Японии государство.

## Предыстория
По итогам Японо-китайской войны (1894—1895), согласно Симоносекскому договору, Китай навечно передавал Японии остров Тайвань, острова Пэнху и Ляодунский полуостров, однако после демарша России, Германии и Франции (Тройственная интервенция) Японии пришлось отказаться от Ляодунского полуострова, ограничившись Тайванем и островами Пэнху. В 1898 году Китай передал Ляодунский полуостров в аренду на 25 лет России; однако после поражения России в Русско-японской войне, согласно Портсмутскому мирному договору, российские права на Ляодунский полуостров и Южно-Маньчжурскую железную дорогу перешли к Японии.
С началом Первой мировой войны Китай заявил о своём нейтралитете и обратился к воюющим сторонам с просьбой не переносить боевые действия на территорию Китая; однако это обращение было проигнорировано — во время осады Циндао войска Императорской армии Японии для штурма германской военно-морской базы высадились на нейтральной китайской территории. Япония намеревалась после войны закрепить бывшие германские владения в Азии за собой, а при удачном стечении обстоятельств — получить что-нибудь ещё, и, когда к концу 1914 года стало ясно, что война в Европе приняла затяжной характер, Япония поняла, что на Дальнем Востоке она располагает полной свободой действий.

## Первоначальный набор требований
Изначальный список требований Японии к Китаю составили премьер-министр Окума Сигэнобу и министр иностранных дел Като Такааки; список был проверен гэнро и императором Тайсё и одобрен парламентом. 18 января 1915 он был вручён Юань Шикаю.
«Требования» подразделялись на пять групп. Первая из них включала признание Китаем всех соглашений, которые могли быть заключены между Германией и Японией относительно Шаньдуна. Предусматривались также передача Японии прав на постройку железных дорог в этой провинции и открытие для Японии главных городов и портов.
Вторая группа требований касалась Южной Маньчжурии и восточной части Внутренней Монголии. Япония требовала передачи в аренду Люйшунькоу (Порт-Артур, Рёдзюн), Даляня (Дальний, Дайрэн), Южно-Маньчжурской, Аньдун-Мукденской и Цзилинь-Чанчуньской железных дорог на 99 лет, предоставления японцам права приобретения и аренды земель, свободы проживания и передвижения, а также права на ведение добычи полезных ископаемых и занятие торговлей и промышленностью.
Третьей группой требований предлагалось превратить в смешанное японо-китайское предприятие Ханьепинский промышленный комбинат, объединявший рудники и металлургические заводы в Ханьяне, Дае и Пинсяне.
Четвёртая группа запрещала Китаю отчуждать и сдавать в аренду гавани, бухты и острова вдоль китайского побережья.
Наконец, пятая группа требований предусматривала приглашение японцев в качестве советников по политическим, финансовым и военным вопросам при центральном правительстве Китая, признание права земельной собственности в Китае для японских храмов, больниц и школ, создание японо-китайских военных заводов при научно-технической помощи Японии, предоставление Японии прав на строительство железных дорог на китайской территории, консультации с Японией по вопросам строительства железных дорог, рудников и портов в провинции Фуцзянь, предоставление японцам права религиозной пропаганды в Китае.
Опасаясь негативной реакции, которую может вызвать пятая группа требований, японцы поначалу пытались сохранить их содержание в секрете, но китайское правительство сообщило его европейским державам, надеясь, что те, почувствовав угрозу со стороны Японии своим сферам влияния, помогут сдержать Японию.

## Японский ультиматум
Когда Китай 26 апреля отклонил японские требования, гэнро удалили из списка пятую группу требований. Сокращённый набор в виде «Тринадцати требований» был передан 7 мая в форме ультиматума, с требованием ответа в течение двух дней. Юань Шикай, находясь в сложной внутриполитической ситуации, не мог пойти на риск войны с Японией и решил избрать стратегию «умиротворения Японии», которой придерживались и те, кто возглавлял страну впоследствии. Договор был подписан 25 мая.

## Итоги
Подписание сокращённой версии требований стало для Японии скорее отрицательным, чем положительным результатом. Без пятой группы требований она получила лишь немногим более того, что уже имела в Китае, а отношения с великими державами при этом ухудшились. Почувствовав угрозу «политике открытых дверей в Китае», госсекретарь США Уильям Брайан передал 13 марта 1915 года «ноту Брайана», в которой, признавая «особые интересы» Японии в Маньчжурии, Монголии и Шаньдуне, выражал обеспокоенность ущемлением суверенитета Китая. Британская дипломатия также выразила недовольство грубыми действиями Японии по отношению к Китаю.
В Китае день принятия правительством Юань Шикая японского ультиматума был назван «Днём национального позора». Китай вступил в Первую мировую войну на стороне Антанты, рассчитывая, что после войны великие державы примут решение о ликвидации территориальных захватов Японии. Когда стало известно, что на конференции в Версале (открывшейся, по совпадению, ровно через 4 года после выдвижения 21 требования) все требования китайской делегации отвергнуты, в Китае развернулась мощная всенародная борьба, вошедшая в историю как «Движение 4 мая».